# Polynemus
Polynemus là một chi cá trong họ Polynemidae.

## Các loài
Phân loại dưới đây theo Catalogue of Life:
- Polynemus aquilonaris
- Polynemus bidentatus
- Polynemus dubius
- Polynemus hornadayi
- Polynemus kapuasensis
- Polynemus melanochir
- Polynemus multifilis
- Polynemus paradiseus